# Argentan
Argentan és una ciutat de França, situada al departament de l'Orne a la regió de Normandia.